# Jantei Monogatari
Jantei Monogatari est un jeu vidéo de mah-jong sorti en 1991 sur Mega Drive. Le jeu a été développé par Atlus et édité par Telenet Japan. Il est sorti uniquement au Japon.
Ce jeu de mah-jong a la particularité de posséder une histoire.
Il a pour suite Jantei Monogatari 2: Uchū Tantei Deiban.